# ريو موري
ريو موري (باليابانية: 森理世)(من مواليد 24 ديسمبر 1986) هي مقدمة في التلفاز وملكة جمال الكون في 2007.

## روابط خارجية
- ريو موري على موقع IMDb (الإنجليزية)
- ريو موري على موقع قاعدة بيانات الفيلم (الإنجليزية)
- ريو موري على موقع دليل عارضات الأزياء (الإنجليزية)